# PWI Midget Wrestler of the Year
De PWI Midget Wrestler Of The Year Award, jaarlijks van 1972 tot 1976, werd uitgereikt door de professioneel worstelmagazine Pro Wrestling Illustrated. De PWI-lezers nomineerden midgets in de worstelwereld. Dit award werd opgeborgen in 1976.

## Winnaars en ereplaatsen
| Jaar | Winnaar          | Eerste ereplaats | Tweede ereplaats | Derde ereplaats |
| ---- | ---------------- | ---------------- | ---------------- | --------------- |
| 1972 | Little Bruiser   |                  |                  |                 |
| 1973 | Little Beaver    |                  |                  |                 |
| 1974 | Darlin` Dagmar   |                  |                  |                 |
| 1975 | Sky Low Low      |                  |                  |                 |
| 1976 | Lord Littlebrook | Sky Low Low      | Cowboy Lang      | Diamond Lil     |